# Gustaf Fredrik Leijonancker
Gustaf Fredrik Leijonancker, född den 9 maj 1686 i Stockholm, död den 27 januari 1756 i Karlskrona, var en svensk sjömilitär. Han var son till Daniel Leijonancker och far till Fredrik Wilhelm och Gustaf Adolf Leijonancker. 
Leijonancker lärde sig först navigation. Han kom 1702 till ett handelskontor i Amsterdam, gick sedan i utländsk sjötjänst och blev slutligen holländsk kaparkapten. Leijonancker blev underlöjtnant vid amiralitetet i Karlskrona 1708, överlöjtnant där 1710, extra ordinarie kapten vid amiralitetet samma år, ordinarie skeppskapten 1715 och artillerikapten 1717. Han var flaggkapten 1720 och 1721 samt uppsyningsman vid amiralitetsvarvet i Karlskrona 1728–1734 och fick 1737 ett kompani vid amiralitetsvolontärregementet. Leijonancker blev varvsmajor vid amiralitetet i Karlskrona 1737 och ekipagemästare där 1743. Han beviljades avsked från ekipagemästartjänsten 1753 och befordrades till viceamiral vid örlogsflottan 1755. Leijonancker invaldes som ledamot av Vetenskapsakademien 1741. Han blev riddare av Svärdsorden 1748. Leijonancker gravsattes i Ljungby kyrka utanför Kalmar.